# Festival Records
Festival Records (posteriormente conhecida como Festival Mushroom Records) foi uma gravadora e editora musical australiana fundada em Sydney/NSW em 1952 e em funcionamento até 2005.
A Festival Records foi criada por um dos primeiros bancos mercantis da Austrália, o Mainguard, que pertenceu ao empreendedor e ex-oficial do Exército Australiano Paul Cullen. A Festival Records originou-se pela compra e fusão de duas pequenas empresas de Sydney: uma fabricante de discos, Microgroove Austrália - uma das primeiras companhias australianas a produzir discos em novo formato com microssulcos– e a Casper Precision Engineering. Em 21 de outubro de 1952 , após a compra, Cullen relançou estas pequenas empresas como Festival Records e, em seguida, apontou Les Welch, um popular líder de um grupo musical em Sydney, como o primeiro gerente de artistas e repertório (A&R).
A Festival tornou-se uma subsidiária da News Corporation de 1961 a 2005 e foi muito bem-sucedida na maior parte dos seus cinquenta anos de vida, apesar do fato de 90% do seu lucro anual ser frequentemente retirado por Rupert Murdoch para subsidiar os seus outros empreendimentos de mídia.
Com as receitas caindo, em 2005 a companhia estava numa situação financeira difícil. Os escritórios, em cinco cidades, foram fechados e 43 dos 54 empregados restantes foram dispensados, sendo que onze pessoas que atuavam em gerenciamento sênior, marketing e promoções foram reaproveitadas na Warner. 
Em outubro do mesmo ano, a empresa anunciou que os seus ativos de músicas gravadas haviam sido vendidos à Warner Music Australia, formando o arquivo de gravações conjunto da Festival Mushroom Records e da Warner Bros. O acervo contém grande parcela das músicas mais importantes do pop e do rock australiano da segunda metade do século XX. Estima-se que essa coleção contenha mais de 20 mil fitas mestres, incluindo músicas de Johnny O'Keefe, The Bee Gees, Peter Allen, Sherbet, Olivia Newton-John, Timbaland, Nelly Furtado, Madonna, Mika e Kylie Minogue.